# راتشتات
راتشتات (به آلمانی: Radstadt) شهری در کشور اتریش است که در ناحیه سنت یوهان ایم پونگاو واقع شده‌است. رادستات ۴٬۷۷۶ نفر جمعیت دارد.